# Тарек Хамед
Тарек Хамед (арап. طارق حامد‎‎‎‎, романизовано Tarek Hamed; Каиро, 24. октобар 1988) професионални је египатски фудбалер који игра на позицијама дефанзивног везног играча. 
Фудбалом се професионално бави од 2010, а од 2014. игра у редовима екипе Замалека из Гизе са којом је освојио титулу националног првака у сезони 2014/15, те три титуле националног купа.
За сениорску репрезентацију Египта игра од 2013, а највећи успех у репрезентативном дресу остварио је на Афричком купу нација 2017. у Габону када је освојена сребрна медаља. За репрезентацију је наступио и на Светском првенству 2018. у Русији. Дебитантску утакмицу на светским првенствима одиграо је у првом колу групе А против Уругваја 15. јуна, а због повреде замењен је у 50' меча од стране Сема Морсија. 